# 세종남부경찰서
세종남부경찰서(世宗南部警察署, 영어: Sejong Nambu Police Station)는 세종특별자치시경찰청이 관할하는 경찰서이다. 세종특별자치시 행정중심복합도시 1·2·3·4·6생활권 지역 및 금남면, 연기면, 장군면을 관할하며, 세종특별자치시 시청대로 190에 위치하고 있다.
서장은 총경으로 보한다.

## 연혁
- 2019년 7월 22일 시청대로 190(보람동)에 세종남부경찰서 청사 착공
- 2021년 10월 3일 세종남부경찰서 청사 준공[3]
- 2021년 10월 5일 세종남부경찰서 개서

## 조직
| - 112치안종합상황실 - 청문감사인권관 - 민원실 - 경무과 - 경무계 - 경리계 - 정보화장비계 | - 정보안보외사과 - 공공안녕정보외사계 - 안보계 | - 수사과 - 수사지원팀 - 경제범죄수사팀 - 지능범죄수사팀 - 사이버수사팀 | - 형사과 - 형사지원팀 - 강력팀 - 형사팀 - 생활범죄수사팀 | - 생활안전과 - 생활안전계 - 생활질서계 - 지구대(3) - 파출소(1) - 치안센터(1) | - 여성청소년과 - 여성청소년계 - 여성청소년수사팀 | - 경비교통과 - 경비작전계 - 교통조사계 - 교통관리계 |

## 관할 지구대 및 파출소
| 명칭       | 주소             | 관할구역                                                               | 치안센터     |
| ---------- | ---------------- | ---------------------------------------------------------------------- | ------------ |
| 한솔지구대 | 노을3로 31       | 가람동, 나성동, 다정동, 새롬동, 한솔동, 장군면                         | 장군치안센터 |
| 아름지구대 | 보듬3로 113      | 고운동, 도담동, 아름동, 어진동, 종촌동, 연기면                         |              |
| 보람지구대 | 남세종로 440     | 대평동, 반곡동, 보람동, 소담동, 집현동, 금남면(대박리, 박산리, 부용리) |              |
| 금남파출소 | 금남면 용포로 62 | 금남면(대박리, 박산리, 부용리 제외 22개리)                             |              |